# Ivo Lola Ribar
Ivan Ribar (23 de abril de 1916 - 27 de novembro de 1943), conhecido como Ivo Lola ou Ivo Lolo, foi um político comunista iugoslavo e líder militar de ascendência croata.  Na década de 1930, tornou-se um dos associados mais próximos de Josip Broz Tito, líder do Partido Comunista Iugoslavo.  Em 1936, Ribar tornou-se secretário do Comitê Central da SKOJ (Liga Comunista da Juventude da Iugoslávia).  Durante a Segunda Guerra Mundial na Iugoslávia, Ribar esteve entre os principais líderes dos Partidários Iugoslavos e foi membro do Quartel-General Supremo Partidário. Durante a guerra, ele fundou e dirigiu várias revistas juvenis de esquerda.  Em 1942, Ribar estava entre os fundadores da Liga Unificada da Juventude Antifascista da Iugoslávia (USAOJ).  Foi morto por uma bomba alemã em 1943, perto de Glamoč, enquanto embarcava num avião para o Cairo, onde se tornaria o primeiro representante da Iugoslávia Comunista no Comando do Médio Oriente. 
Em 1944, Ribar recebeu o título de Herói do Povo da Iugoslávia. Lola era o mais velho dos dois filhos de Ivan Ribar, o primeiro presidente da Iugoslávia. Seu irmão foi outro Herói do Povo, Jurica Ribar. 

## Biografia

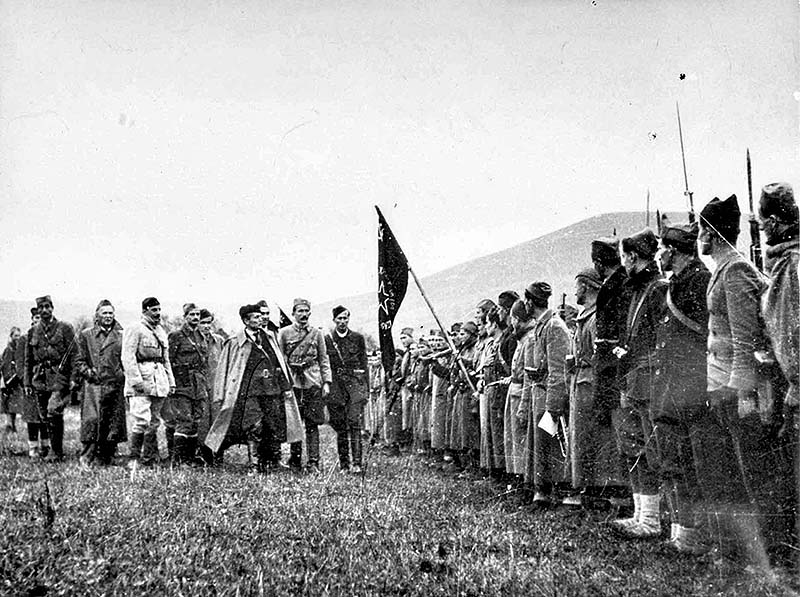
Josip Broz Tito inspeciona a 1ª Brigada Proletária. Ao lado dele estão: Ivan Ribar, Koča Popović, Filip Kljajić, Ivo Lola Ribar, Danilo Lekić e Mijalko Todorović

Ribar nasceu em Zagrebe e viveu a maior parte da sua vida em Belgrado, onde se formou na Faculdade de Direito da Universidade de Belgrado. Durante seus estudos ingressou no Partido Comunista da Iugoslávia e desde 1936 liderou a Liga dos Jovens Comunistas da Iugoslávia (SKOJ). Durante os seus estudos, viajou frequentemente pela Europa, visitando conferências comunistas e reuniões informais em Bruxelas (1935), Genebra (1936) e Paris (1937).
Em 1940, as autoridades do Reino da Jugoslávia encarceraram-no na prisão de Bihać por ser membro do Partido Comunista. Quando começou a Segunda Guerra Mundial na Iugoslávia, ele era membro do Comitê Central do Partido e logo ingressou no Comando Supremo dos Partidários, onde trabalhou com Josip Broz Tito e Edvard Kardelj nos planos de resistência.
Em outubro de 1943, Lola Ribar foi nomeado chefe da primeira missão militar Partidária junto ao Comando do Oriente Médio. No entanto, pouco antes de embarcar numa viagem de avião num avião alemão capturado para o Cairo, ele morreu no bombardeamento alemão ao aeródromo de Glamoč, no sudoeste da Bósnia. Dois membros da Missão Militar Britânica na Iugoslávia, William Deakin e Fitzroy Maclean, escreveram sobre as circunstâncias da morte de Ribar e de dois oficiais britânicos em um ataque de um pequeno avião alemão,  e Maclean disse que ele era um jovem líder notável que "parecia destinado a desempenhar um grande papel na construção da nova Iugoslávia". 

### Família
O pai de Ribar, Ivan Ribar, ocupou cargos importantes tanto no Reino da Iugoslávia antes da guerra quanto na República Popular Federativa da Iugoslávia do pós-guerra. O resto da sua família também esteve envolvido no movimento de resistência comunista. Seu irmão mais novo, Jurica, morreu na mesma época, em outubro de 1943, perto de Kolašin. Sua mãe, Tonica, foi morta na aldeia síria de Kupinovo em julho de 1944. Além disso, sua noiva, Sloboda Trajković, também esteve no movimento revolucionário. Ela foi presa e morta com gás no campo de concentração de Banjica, juntamente com toda a sua família, depois de se recusar a escrever uma carta que o levaria a revelar a sua localização quando a sua carta para ela fosse interceptada. 

## Legado

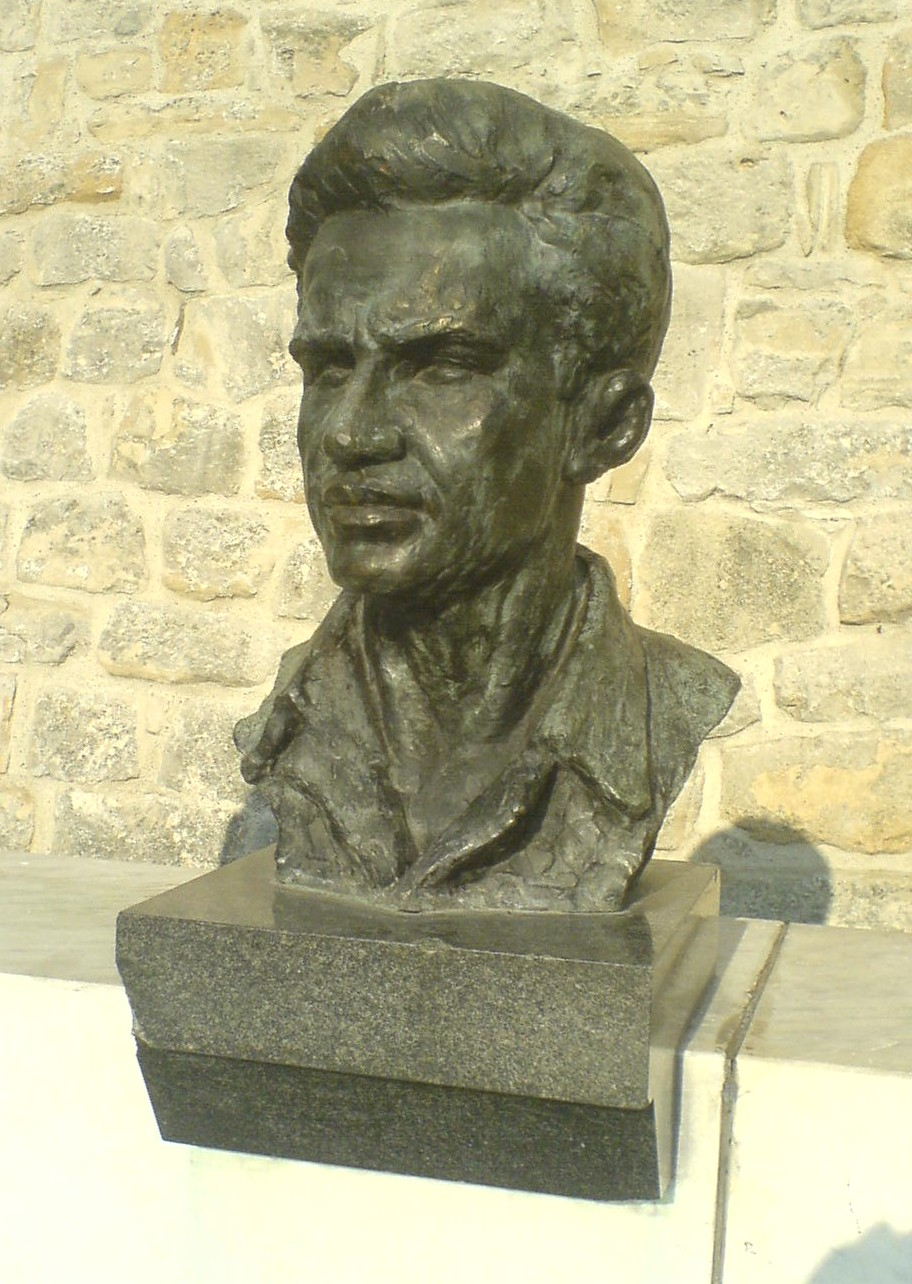
Busto de Ribar em seu túmulo, Tumba dos Heróis do Povo, Belgrado

Após a morte, Ribar foi inicialmente enterrado secretamente na aldeia de Gornji Ribnik, perto de Ključ, em 30 de novembro de 1943. Seu corpo foi exumado em 1948 e enterrado novamente no Túmulo dos Heróis do Povo na Fortaleza de Belgrado.  Ele foi proclamado postumamente Herói do Povo da Iugoslávia em 18 de novembro de 1944. 
Ivo Lola Ribar tornou-se uma figura icônica na Iugoslávia Comunista pós-Segunda Guerra Mundial.  Muitas ruas, escolas e fábricas receberam o seu nome.  O produtor croata de suprimentos médicos e produtos sanitários de Karlovac leva o seu nome. Uma marca de scooters recebeu o seu nome. O Instituto Ivo Lola Ribar em Belgrado leva o seu nome. Uma rua no oeste de Zagrebe recebeu seu nome até 1991. quando foi renomeada como unidade do Barão Filipović. Várias ruas de cidades croatas como Rijeka, Valpovo, Novi Banovci e desde 2009 Zagrebe têm o seu nome.
A banda de rock Korni Grupa lançou o single "Ivo Lola" em 1973 que conta a história da última carta que Lola Ribar enviou a sua noiva Sloboda Trajković. 
Um ginásio em Pristina após a Segunda Guerra Mundial recebeu seu nome, agora conhecido como Sami Frashëri High School. 